# 이말년 서유기
《이말년 서유기》는 대한민국의 만화가 이말년이 네이버 웹툰에서 매주 목요일마다 연재하고 있는 웹툰이다. 장르가 개그임에도 불구하고 고증이 아주 잘 되어 있으며 서유기 원전에 가까운 편이다.

## 등장 인물
- 돌원숭이

화과산의 왕. 온갖 소동을 일으키고 다닌다. 보통 줄여서 돌숭이라고 부른다. 화과산 동물들은 미후왕이라고 부르지만 사부인 수보리조사를 만난 뒤에는 손오공이라는 이름이 생긴다. 화과산의 절대적 존재이며 천계의 골칫거리지만 긴고아 앞에서는 꼼짝 못한다. 도술이 걸린 형상기억합금으로 만들어진 긴고아를 손오공 머리에 채워 놓고 노래를 부르면 긴고아가 손오공의 머리를 조인다. 심한 경우에는 죽음에까지 이를 수 있다. 원래 수보리조사가 가지고 있으면서 손오공을 노예로 썼지만 나중에 자기 철학원이 망하고 생활고가 오자 인터넷에 매물로 올리고 관세음보살이 사서 삼장법사에게 준다. 그리고 손오공은 다시 삼장법사에게 속박되어 제자 생활을 한다.
- 현장법사

당나라의 승려. 승려지만 온 몸이 근육질이며, 가끔씩 고기에 대한 욕심을 보이기도 한다. 관세음보살의 지시로 손오공과 저팔계, 사오정을 거두어 불경을 찾아 나선다.
- 천봉원수

천계의 해군참모총장, 옥황상제의 딸과 밤늦게 놀다가 적발되어 인간으로 환생하게 되어 이 세상에 떨어졌지만 착지 지점을 잘못 잡는 바람에 돼지와 융합되어 돼지인간이 되었다.
- 권렴대장

옥황상제 궁성의 방어사령관. 옥황상제의 성이 무너진 책임을 물어 인간으로 환생했다. 평범한 집에서 평범하게 태어났으나 쓸데없는 짓을 하는 바람에 모래구덩이 속에 버려졌다. 하지만 그 속에서 적응해 살면서 모래요괴가 되었다.
- 홍해아

우마왕과 나찰녀의 아들. 모든 것을 불태울 수 있는 삼매진화의 능력을 타고났으나, 아직 갓난아기라 능력을 제대로 다루지 못한다.
- 혼세마왕

화과산 수렴동에 살았던 요괴. 손오공에게 수렴동을 빼앗기고 나중에 복수를 시도하지만 성층권까지 올라가서 산소 결핍으로 죽는다. 그리고 손오공의 생사부 편집으로 인한 혼란 에너지로 다시 부활하지만 영유아의 지능을 가지고 부활한다. 주변 환경이 혼란해지면 몸집이 커지고 힘이 세진다. 난리를 피우면 자칭 세계 질서의 수호자 동방삭이 물리친다.
- 이말년

본 만화의 작가. 가끔씩 카메오로 등장한다.
- 우마왕

마왕들 중 큰 형님. 팔과 다리 등 신체기관이 따로 따로 분리되어 움직일 수 있으며 이것을 슈퍼알통권이라고 한다. 각각의 몸뚱이에 인격이 있다. 때문에 참수를 해도 안 죽는다. 나찰녀와 결혼하여 아들 홍해아를 얻었다.
- 나찰녀

우마왕의 처. 모든 것을 날릴 수 있는 바람을 일으키는 파초선을 갖고 있다.
- 교마왕

마왕들 중 둘째.
- 붕마왕

마왕들 중 셋째.
- 사타왕

마왕들 중 넷째.
- 백귀왕

마왕들 중 다섯째.
- 우융왕

마왕들 중 여섯째.
- 옥황상제

드라마와 예능을 좋아하는 공처가로 아내인 서왕모의 지배를 받고 있다.
- 서왕모

엄청나게 드센 여자로 옥황상제의 아내, 천계복숭아밭을 지키고 있다.
- 나타태자
- 동해용왕

용궁의 왕, 본 작품에선 무기 수집가.
- 염라대왕

저승의 왕, 본 작품에선 햇빛을 너무 오랫동안 쬐지 않은 탓에 중증 우울증이 있다.
- 동박삭

혼세마왕이 난리를 얼마 정도 피우다 보면 물리치러 온다.